# Hamilton Maluly
Hamilton Maluly, ou Mah Luly como era mais conhecido em pseudônimo (Sarutaiá, 31 de agosto de 1941 - Piraju, 28 de outubro de 2014), foi um teatrólogo, estilista e artista plástico brasileiro. Sobre ele escreveu Paulo Moreira Leite, em 1977: "Mah Luly (...) não fez faculdade, trabalhou em casa lotérica até alta madrugada, fez pontas em programas do canal 9 e escreveu algumas peças de teatro". Ativista dedicado à CNBB e em luta pelo PT (Partido dos Trabalhadores), em plena década de 80, quando seus próprios parentes políticos reacionários apoiavam a Ditadura Militar.

## Biografia
Nos anos 50, mudou-se com a família para o município de Piraju, estado de São Paulo, onde viveu no casarão que pertenceu ao general Ataliba Leonel. Em 1968 escreveu e dirigiu a peça-colagem “Caos”, misto de manifesto político de esquerda e musical da Broadway, em plena ditadura militar.
Numa Piraju fortemente católica, os apelos de “Caos” (discurso a favor do Vietnã - inimigo dos EUA - movimento hippie e amor livre) não ecoaram tanto. Supostamente denunciado às autoridades militares locais como “subversivo” e antes que elas batessem à sua porta, Hamilton foge e vai para São Paulo.
Lá, além das atividades no teatro, Mah Luly destacou-se como estilista. Fez cursos com Eugenio Kusnet e Emílio Fontana.
Em tour com a turma do Teatro Paiol no Rio de Janeiro, Mah Luly ganha o prêmio Glauce Rocha, então o maior do teatro nacional e criado pelo Grupo Opinião, com o texto “Meu Bofe disse-me Adeus”.
Na esteira do prêmio, Mah Luly emplaca, nas décadas de 70 e 80, as peças “O Último Bolero em Sorocaba”, “Bye Bye Pororoca” (em parceria com Timochenco Wehbi) e o seu grande hit, “Adiós, Geralda”, que ficou anos em cartaz em São Paulo com suas várias montagens e várias divas do teatro paulistano se revezando no papel. Há quem diga que seu texto tenha servido de inspiração para o clássico filme “Bye Bye Brasil”, de Carlos Diegues.
Grandes textos de Mah Luly nunca chegaram aos palcos, já que ele, anos depois, abandonou São Paulo e voltou para Piraju, longe dos grandes holofotes e dos nomes que poderiam auxiliar na produção.
Nos anos 90, foi colaborador do Jornal pirajuense Observador, criando a satírica personagem Isopeida e abordando política nacional e internacional. Simpatizava com o Partido dos Trabalhadores e com as correntes esquerdistas de sua época. Condenava o imperialismo estadunidense e o bloqueio econômico imposto a Cuba. Admirava a coragem do líder cubano Fidel Castro.

## Obras teatrais
Dentre as obras teatrais assinadas por Mah Luly tem-se:
- Caos (peça, 1968)
- O Milagre Brasileiro (peça teatral)[3]
- Medeia (peça composta por três minipeças, como "Medeia em Brasília")[2]
- Bye, Bye, Pororoca (peça,1975)[4], em parceria com Timochenco Wehbi e montada por Antônio Abujamra.[5]
- O Último Bolero em Sorocaba (peça, 1976)[4]
- Adiós, Geralda (musical, 1977)[4]
- O Grito do Cachorro (peça)[6]
- Che Guevara Não Morreu (peça, inédita, em parceria)